# نرستتسه
نرستتسه (به چکی: Nerestce) یک منطقهٔ مسکونی در جمهوری چک است که در ناحیه پیسک واقع شده‌است. نرستتسه ۴٫۶۸ کیلومتر مربع مساحت و ۸۹ نفر جمعیت دارد و ۴۳۵ متر بالاتر از سطح دریا واقع شده‌است.